# Muntele Mare

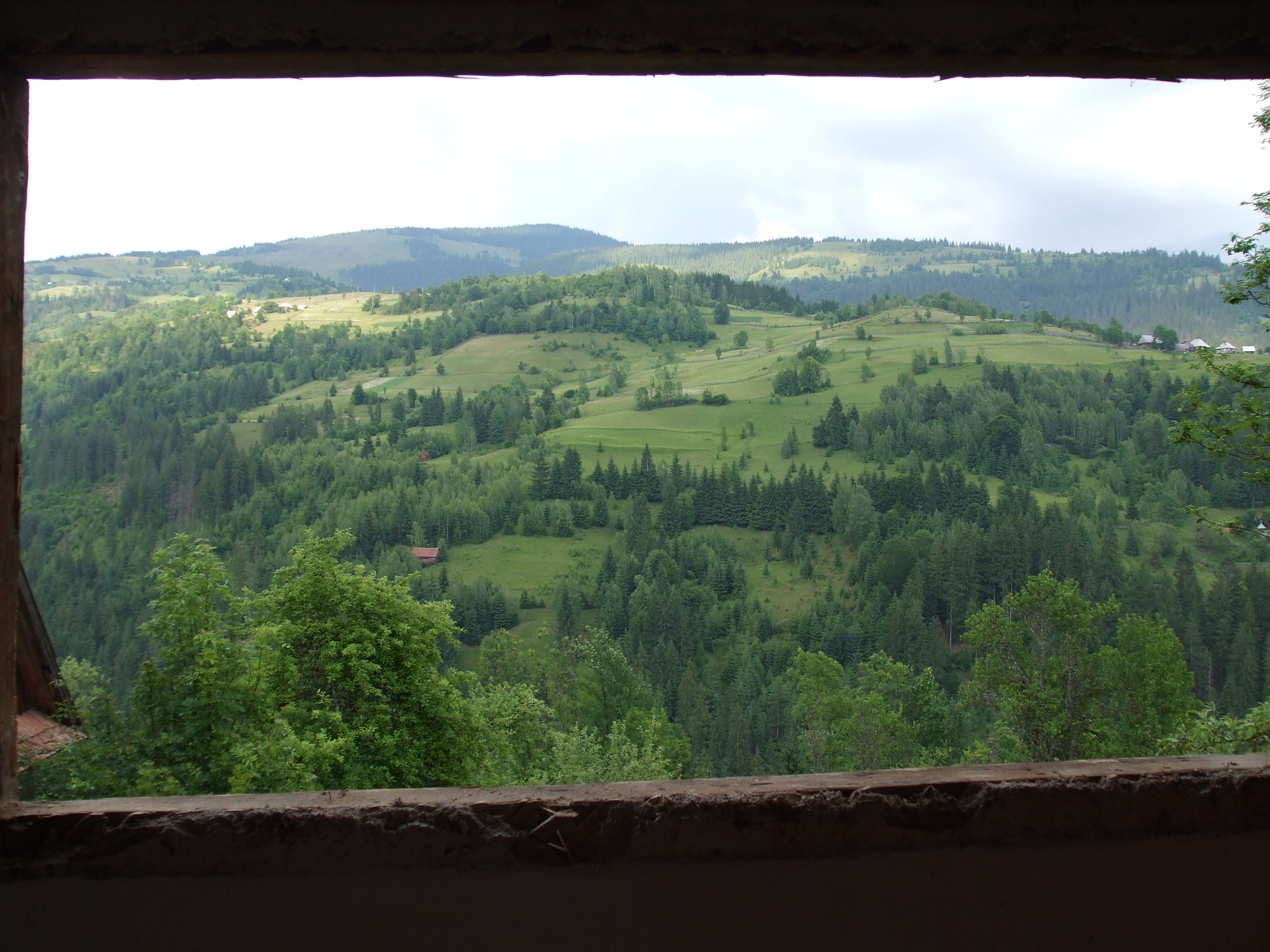
Umgebung bei Horea

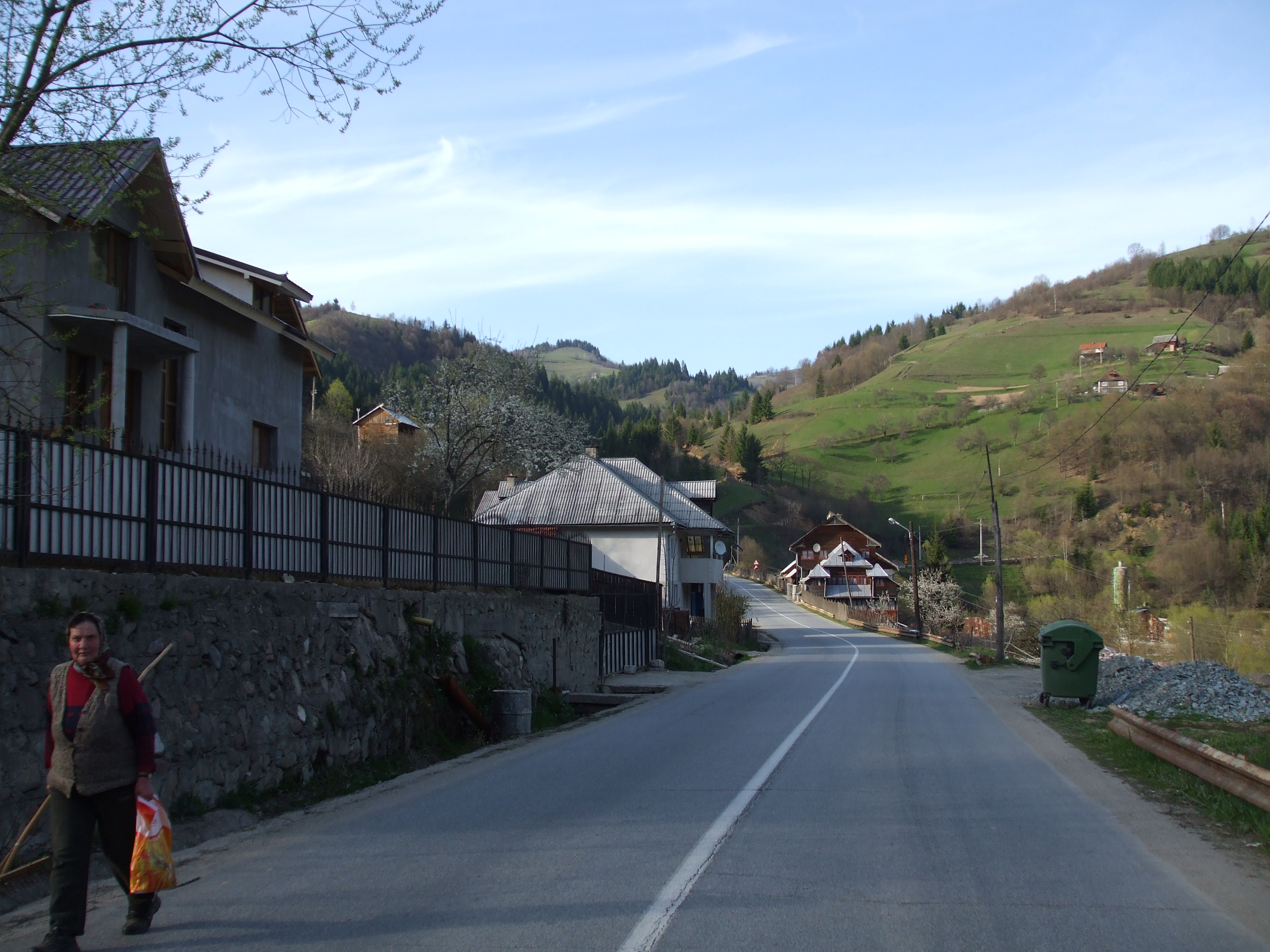
Die Nationalstraße 75 bei Vadu Moților

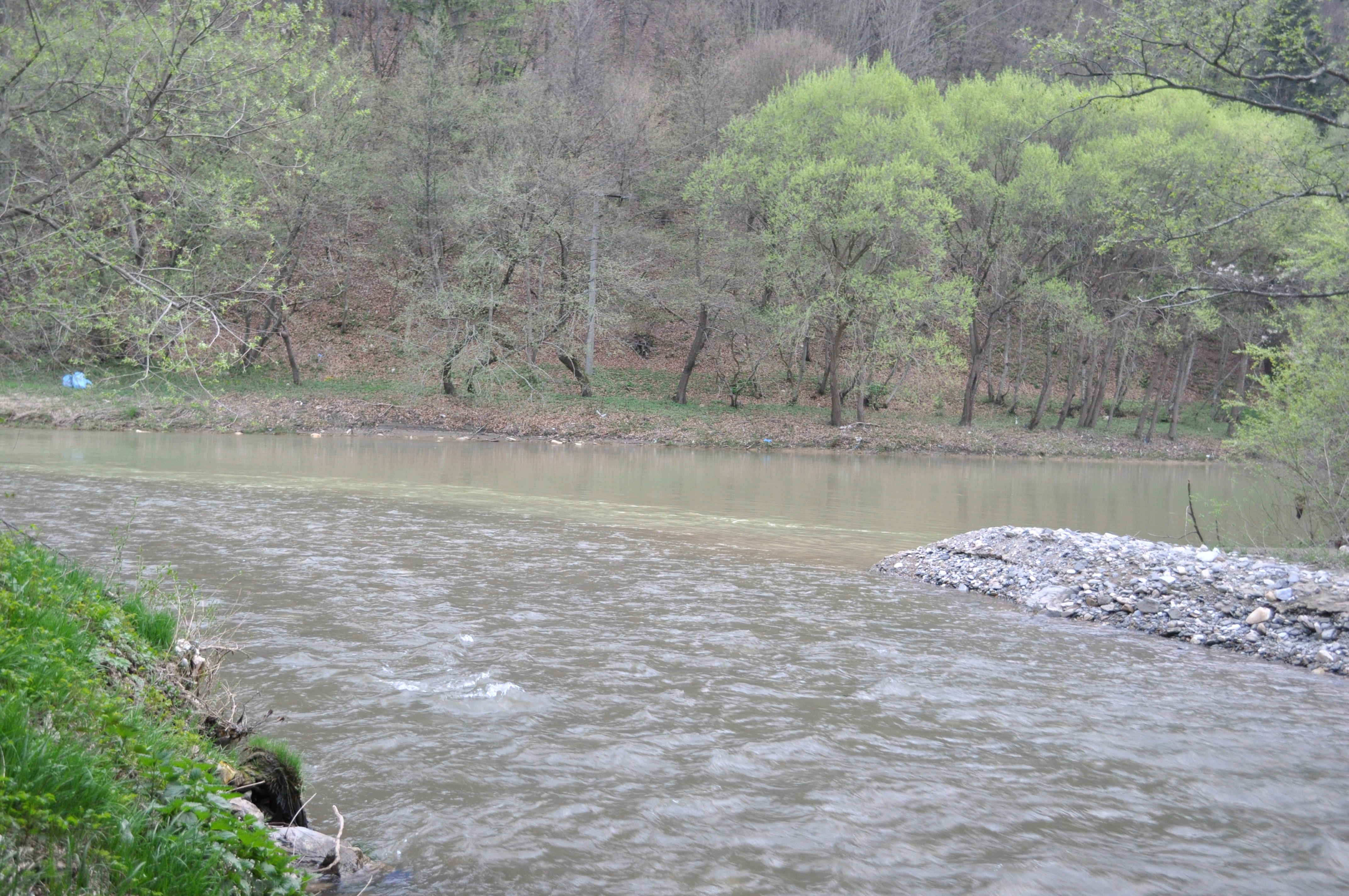
Mündung des Ocolișel in den Arieș

Das Muntele-Mare-Gebirge (ungarisch Öreghavas) ist ein Gebirgszug im Osten des Apuseni-Gebirges, im Westen Siebenbürgens in Rumänien.

## Lage und Beschreibung
Das Muntele-Mare-Gebirge wird im Norden sowie im Westen vom Someșul Rece (Kalter Somesch) – einem Quellfluss des Someșul Mic (Kleiner Somesch) – und den Gilăuer Bergen (Munții Gilăului) bzw. dem Bihor-Gebirge begrenzt. Im Osten fließt der Iara zum Siebenbürgischen Becken und im Süden wird das Massiv durch den Arieș vom Trascău- sowie vom Siebenbürgischen Erzgebirge (Munții Metaliferi) begrenzt.
Das Muntele-Mare-Gebirge liegt nördlich der Kleinstadt Câmpeni (Topesdorf) und westlich von Turda (Thorenburg); somit gehört es verwaltungsmäßig zum Norden des Kreises Alba und zum Süden des Kreises Cluj. Der höchste Punkt des Gebirges ist der gleichnamige, 1826 m ü. NN hohe Gipfel (⊙, Muntele Mare). Der Muntele-Mare-Gipfel ist der drittgrößte Gipfel in den Siebenbürger Westkarpaten, nach dem 1849 m hohen Curcubăta Mare (⊙) im Bihor-Gebirge und dem 1838 m hohen Vlădeasa im Vlădeasa-Gebirge. Auf dem Plateau des Gipfels Muntele Mare befindet sich eine Militäreinheit.
In dem zum größten Teil aus Kalk- und metamorphem Gestein bestehenden Massiv sind auch Chloritschiefer und Dazit zu finden. Wegen der Gold- und Edelmetallvorkommen im Siebenbürgischen Erzgebirge war das Gebiet besonders in der Zeit der Besetzung Dakiens durch die Römer recht dicht besiedelt.
Im Süden des Gebirges befindet sich ein Teil des historischen Motzenlandes.

## Verkehr
Im Süden des Gebirges, entlang des Arieș – eines rechten Zuflusses des Mureș – verlaufen die Nationalstraße (Drum național) DN 75 sowie die Kleinbahn Turda–Abrud, welche 1912 in Betrieb genommen und 1998 stillgelegt wurde.

## Sehenswürdigkeiten
- Die Naturreservate Cheile Runcului (46° 31′ N, 23° 26′ O; ca. 254 ha), Cheile Pociovaliștei (46° 30′ N, 23° 25′ O)[2][3] und Cheile Poșagii (46° 28′ N, 23° 24′ O).
- Das Botanische Reservat Șesul Craiului (Scărița-Belioara) auf einem etwa 1350 m gelegenen Hochplateau (46° 29′ N, 23° 22′ O).[4]
- Das Kloster Izvorul Poșaga[5] und die in dessen Nähe befindlichen Karstquellen Jeredeu und Bujorul, mit regelmäßigem Wasserausstoß in Abständen von 10 bis 20 Minuten im Frühling und stündlich in Dürrezeiten.[6]
- Alte Bauernhöfe, mit Stroh oder Schindeln gedeckten Holzhäuser.
- Mehrere Holzkirchen.

## Bedeutende Erhebungen
- Piatra Groșilor 1.756 m
- Pietrele Mărunte 1.735 m
- Vârful Buscat 1.676 m
- Vârful Smidele 1.644 m
- Vârful Dumitreasa 1.638 m
- Vârful Balomireasa 1.632 m
- Vârful Muntișoru 1.621 m

## Einige Ortschaften im Gebirge und Umgebung
Einige wichtige Orte in der Region sind die Kleinstadt Câmpeni (Topesdorf), die Gemeinden Albac, Bistra, Horea, Lupșa (Wolfsdorf), Ocoliș, Poșaga und Vadu Moților im Kreis Alba; die Gemeinden Băișoara (mit dem höchstgelegenen eingemeindeten Dorf Muntele Băișorii [Erzdorf], 972–1246 m), Iara, Măguri-Răcătău, Mărișel und Valea Ierii im Kreis Cluj.

## Einige Flüsse im Gebirge und Umgebung
Einige der Bäche und Flüsse in und um das Muntele-Mare-Gebirge sind der Ampoi (ung. Ompoly), Arieș (ung. Aranyos), Iara, Poșaga, Sălciuța, Someșul Rece (Kalter Somesch), Ocoliș, Ocolișel, Valea Mare u. v. a.